# De Hoop (Ouddorp)
De molen De Hoop is een korenmolen in Ouddorp, provincie Zuid-Holland. Het is een van de weinige windmolens in Nederland die nog in particulier bezit is.
De voorloper van de molen werd rond 1600 gebouwd. De oude molen was zeer waarschijnlijk voorzien van één koppel maalstenen. In 1844 besloot de familie Voogd de molen te doen afbreken en te vervangen door een ronde stenen stellingmolen met drie koppels stenen. In 1845 was de molen klaar. Rond 1952 is het derde koppel verwijderd.
In 1981 bleek langer draaien met de molen onverantwoord. Na elke draaidag lag er in de directe omgeving wel een paar stukjes hout. Men begon aan een grote restauratie. De wieken werden verwijderd en de kap ging eraf. De kap was zo ongeveer het slechtst van alles. Deze is toen bijna geheel vervangen. Tijdens de restauratie is de molen voorzien van fokwieken met Regelborden (remkleppen) en uitneembare windborden. Vanaf 1982 was hij weer maalvaardig. Van de twee koppels maalstenen in De Hoop is er één windgedreven; de ander wordt door een elektromotor aangedreven. Op de foto van het spoorwiel is ernaast op de plek waar zich vroeger een steenrondsel bevond, een koppeling te zien naar een elektromotor die op een hogere zolder ligt. De onderkant van de motor is ook op de foto te zien. De riem onder het spoorwiel is verbonden met een regulateur, die dus altijd draait wanneer de wieken draaien. De molen draait veel door onder meer vier jonge molenaars.
De molen is nog steeds eigendom van de familie Voogd. De huidige eigenaar (2012) is Piet Voogd. Aangrenzend aan de molen is een dierenwinkel waar ook meelproducten worden verkocht (o.a. voor mensen die zelf brood bakken met een broodmachine).
In Ouddorp bevindt zich nog een korenmolen, deze is gelegen aan de Dorpsweg en genaamd De Zwaan.

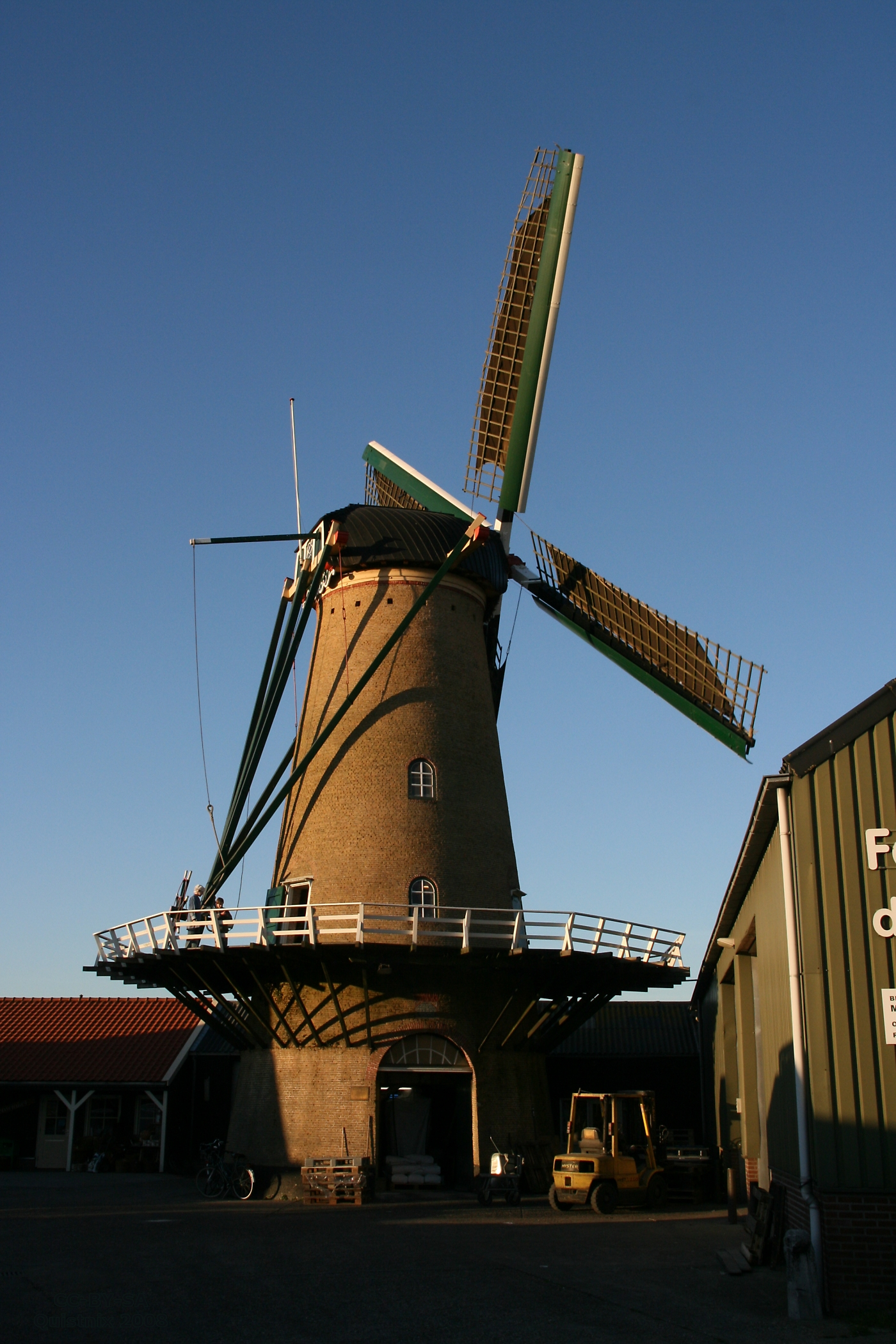
Molen De Hoop in februari 2008
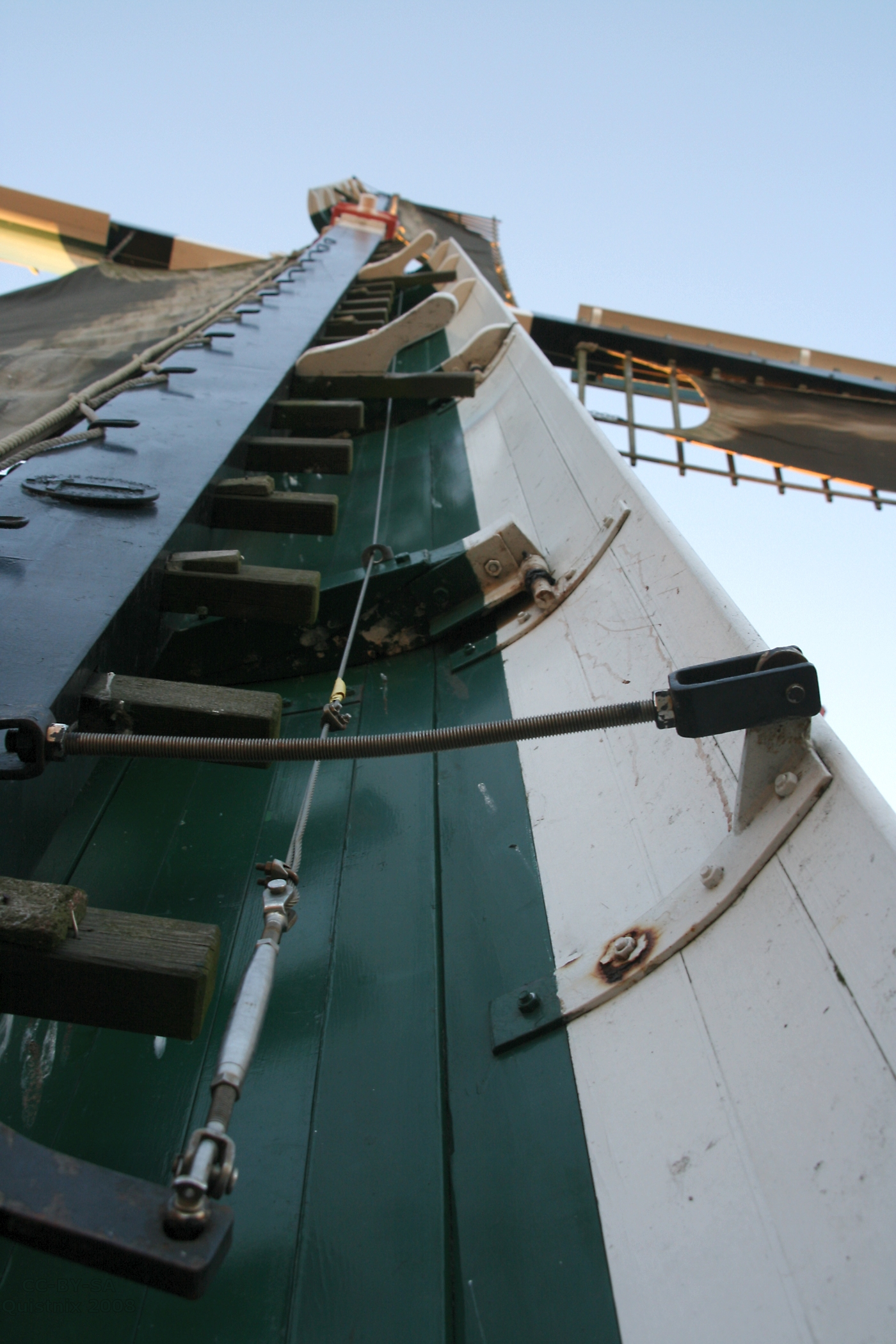
Wiek met remklep
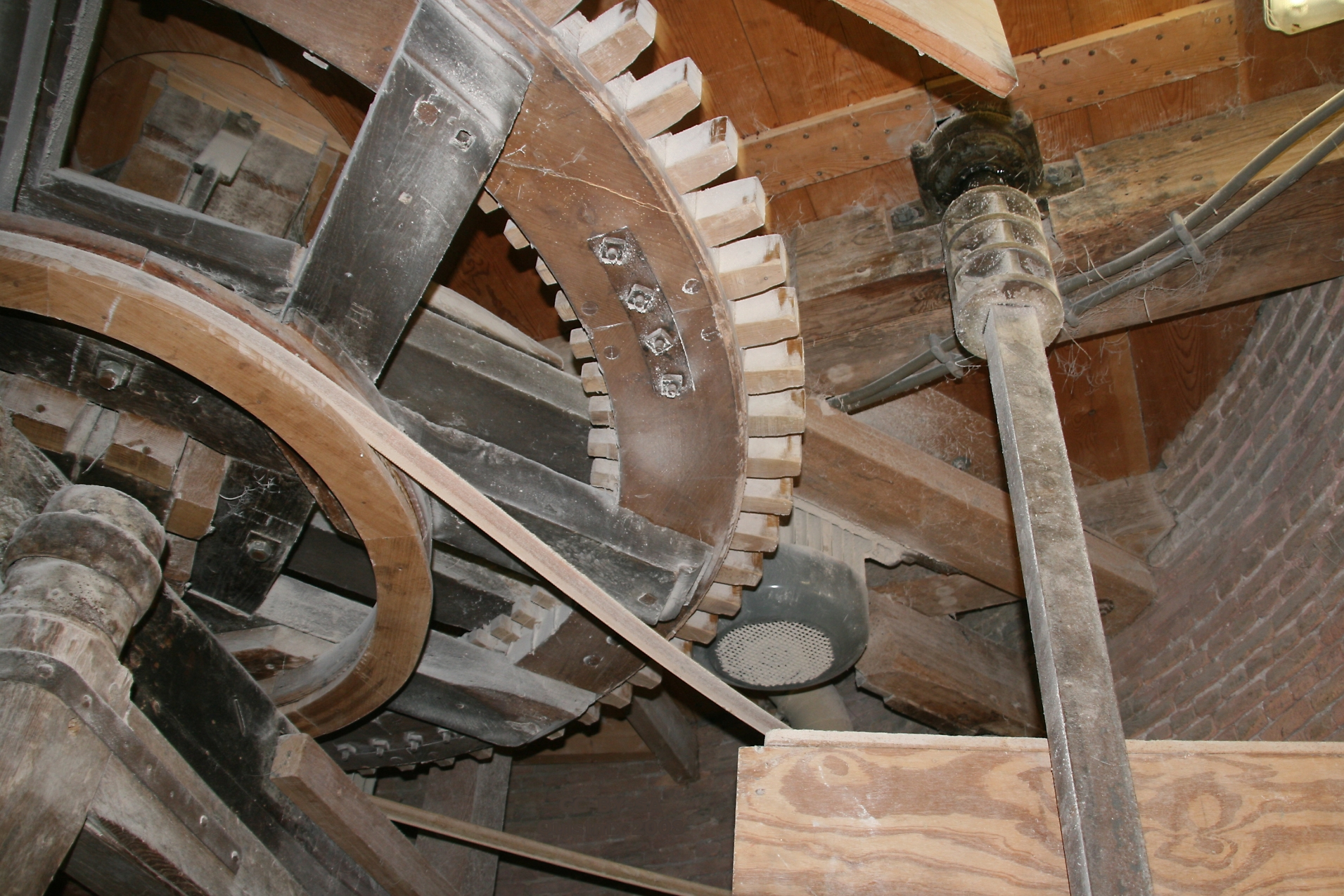
Spoorwiel en elektrische aandrijving.
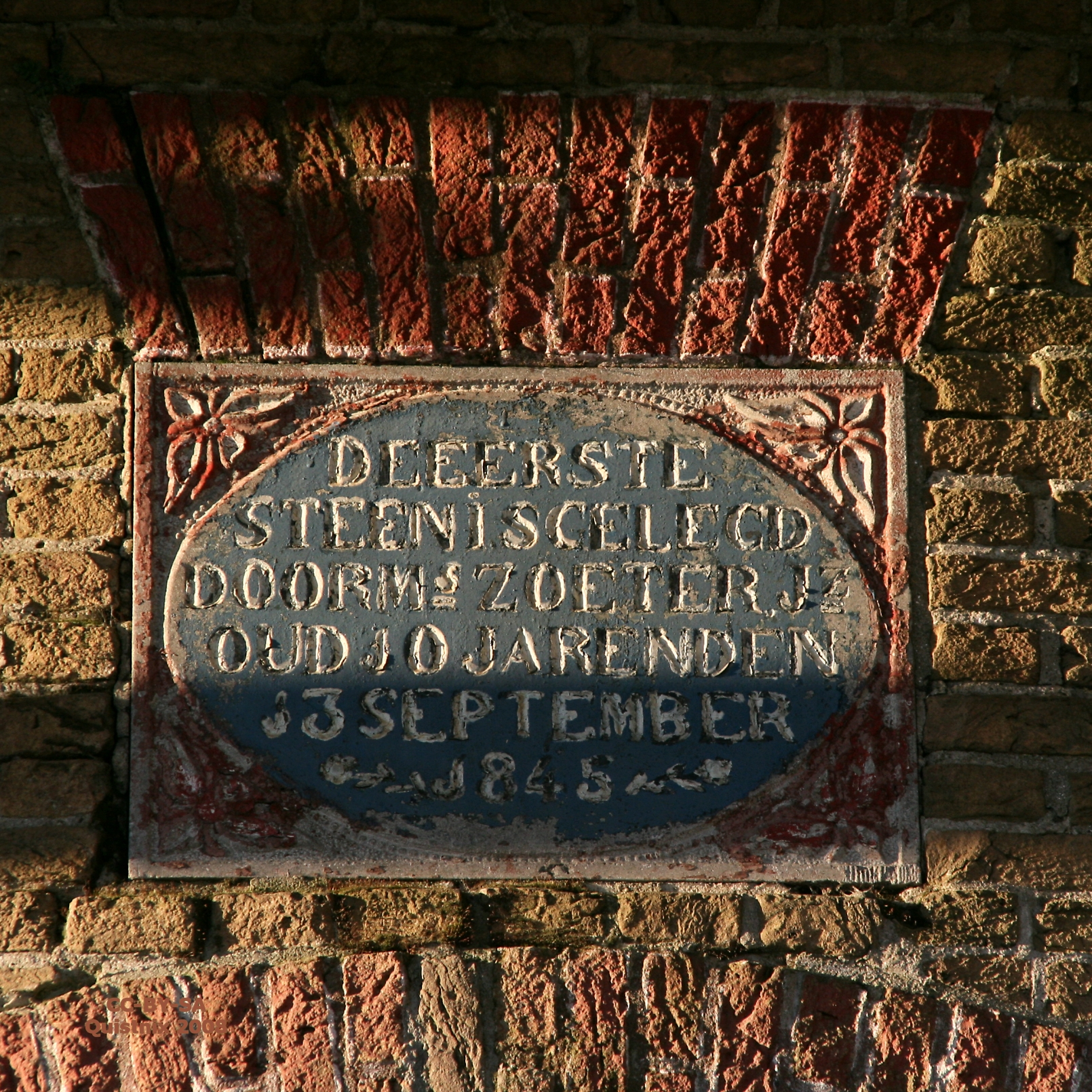
Gedenksteen eerstesteenlegging